# ScreenOS
ScreenOS est le nom du système d'exploitation intégré dans les produits de la firme Juniper Networks, en particulier sur la gamme NetScreen.
ScreenOS est déployé sur des firewalls hardware : gamme de produit Netscreen.
ScreenOS fonctionne en temps-réel et intègre des mécanismes de protection au niveau de la sécurité des flux IP transportés.
ScreenOS intègre aussi des applications de gestion de ces flux :
- Gestion de passerelle IP VPN - IPSEC certifiée ICSA.
- Inspection des paquets IP (bas niveau) pour la protection contre les attaques TCP/IP.
- La virtualisation pour la segmentation de réseau.

## Versions
| Version           | Date de sortie     | Fin des mises à jour | Fin du support   |
| ----------------- | ------------------ | -------------------- | ---------------- |
| ScreenOS 6.3.0r21 | décembre 2015      |                      |                  |
| ScreenOS 6.3      | 1er septembre 2009 | 31 janvier 2021      | 31 janvier 2021  |
| ScreenOS 6.2      | 7 novembre 2008    | 31 décembre 2013     | 31 décembre 2013 |
| ScreenOS 6.1      | 28 janvier 2008    | 28 janvier 2011      | 28 janvier 2012  |
| ScreenOS 6.0      | 19 avril 2007      | 19 avril 2010        | 19 avril 2011    |
| ScreenOS 5.4      | 24 juillet 2006    | 24 juillet 2009      | 24 juillet 2010  |
| ScreenOS 5.3      | 24 octobre 2005    | 24 octobre 2008      | 24 octobre 2009  |
| ScreenOS 5.2      | 11 mai 2005        | 11 mai 2008          | 11 mai 2009      |
| ScreenOS 5.1      | 22 octobre 2004    | 22 octobre 2007      | 22 octobre 2008  |
| ScreenOS 5.0      | 18 décembre 2003   | 18 décembre 2006     | 18 décembre 2007 |
| ScreenOS 4.0      | 1er août 2002      | 31 octobre 2006      | 31 octobre 2007  |

## Liens
- (en) Commandes cachées ScreenOs
- (en) Documentations officielle des versions ScreenOS